# Jean-Claude Duvalier
Jean-Claude Duvalier, detto anche Baby Doc o Bébé Doc (Port-au-Prince, 3 luglio 1951 – Port-au-Prince, 4 ottobre 2014), è stato un politico haitiano.
Figlio di François Duvalier, detto Papa Doc, fu presidente (di fatto, dittatore) di Haiti dalla morte del padre, avvenuta nell'aprile del 1971, al 1986.

## Biografia

### Primi anni
Nato nella capitale del paese, visse in un'infanzia agiatissima ma isolata sotto la protezione paterna. Frequentò scuole cattoliche e, al momento della morte del padre, stava studiando giurisprudenza all'università di Haiti. Quando iniziò la sua esperienza governativa, non aveva ancora compiuto vent'anni (era il più giovane Capo di Stato dell'epoca) e pertanto si dimostrò abbastanza inesperto. La sua presidenza fu marcata, nei primi anni, da una volontà di distensione e di risanamento. "Baby Doc" diede qualche segnale di buona volontà democratica: egli ristabilì infatti le relazioni del suo paese con gli USA e la Repubblica Dominicana e il suo mandato conobbe la ripresa dell'aiuto internazionale verso Haiti.
Pare che inizialmente egli fosse contrario a ricevere la nomina presidenziale, preferendo che essa fosse concessa alla sorella maggiore Marie-Denise Duvalier. Di conseguenza fu ben contento nel lasciare molti degli affari di stato nelle mani della madre Simone Ovide e del gerarca Luckner Cambronne, ministro dell'Interno nel precedente esecutivo. Per molto tempo, Duvalier jr. si accontentò semplicemente di presenziare alle cerimonie ufficiali, mentre nel privato conduceva una vita da playboy.
Nonostante la propaganda governativa affermasse il contrario, la costituzione del paese garantiva a Duvalier un potere assoluto; inizialmente egli fece qualche riforma liberale, come la scarcerazione di alcuni nemici politici e l'allentamento della censura dei mass-media, ma la base del regime non venne smantellata: l'opposizione continuava a non essere tollerata, così come la stampa indipendente.
Duvalier divenne estremamente ricco grazie soprattutto alla Régie du Tabac (Amministrazione del Tabacco), un'azienda che sotto la sua presidenza godette di numerosi privilegi quali l'esenzione al pagamento delle tasse e il monopolio del tabacco. Successivamente l'azienda riuscì a controllare anche altri settori della produzione haitiana e si venne poi a scoprire che il dittatore aveva in essa dei fondi neri, cosa facile da nascondere visto che i bilanci della Régie du Tabac non erano pubblici.
A poco a poco emerse nel paese una cricca di sostenitori della dittatura duvalieriana chiamati "dinosauri" che sperperavano insieme al presidente denaro pubblico. Nonostante ciò il gabinetto di "Baby Doc" ricevette un'accoglienza internazionale migliore rispetto a quello del padre e già nel corso del 1971 gli Stati Uniti reintrodussero il programma di aiuti economici ad Haiti (aiuti che poi, tra l'altro, finivano quasi esclusivamente nelle tasche degli esponenti più in vista del regime).

### Il matrimonio
Il 27 maggio 1980 Jean-Claude Duvalier si sposò con la mulatta Michèle Bennett Pasquet; queste nozze ebbero l'effetto di diminuire la popolarità del presidente in quanto la nuova First Lady del paese aveva in precedenza divorziato da Alix Pasquet, figlio di un ufficiale mulatto noto per aver partecipato ad un colpo di stato non riuscito contro Papa Doc. Inoltre, nonostante lo stesso Jean-Claude fosse di carnagione ambrata, la famiglia Duvalier era conosciuta per il suo sostegno alla classe media nera e la sua avversione verso l'élite mulatta: con il suo matrimonio, Duvalier figlio sembrava abbandonare lo stretto legame politico che lo avvicinava idealmente all'azione del padre.
La cerimonia nuziale fu molto stravagante e costosa (furono spesi circa tre milioni di dollari dell'epoca) e ciò fece accrescere il risentimento verso il governatore. Inoltre l'aumento della corruzione politica e gli scandalosi retroscena giudiziari inerenti alla famiglia della sposa, coinvolta nella compravendita dei cadaveri poi ceduti alle scuole mediche straniere e nel traffico di droga, e la repressione sempre più crescente resero più infuocata ed incerta la situazione di Haiti.
Il matrimonio ebbe anche l'effetto di allontanare dal potere i vecchi duvalieristi cari a Papa Doc in favore di una generazione più giovane e spregiudicata di tecnocrati fedeli a Baby Doc: tra di essi ricevettero molte prebende Jean-Marie Chanoine, Fritz Merceron, Frantz-Robert Monde e Theo Achille. Il leader spirituale della famiglia, ossia la madre di Jean-Claude, Simone Ovide Duvalier, fu infine espulsa da Haiti presumibilmente su richiesta di Michèle Duvalier. Con la coniuge Bébé Doc ebbe due figli: François Nicolas e Anya.

### La caduta
Verso la fine degli anni settanta Duvalier adottò, seguendo la scia paterna, metodi di governo repressivi e mise sotto controllo la stampa. Nel 1985, dietro pressione della comunità internazionale, concesse una nuova costituzione che istituiva la carica di primo ministro. Nel febbraio del 1986, a causa della sua politica autoritaria e delle difficoltà economiche del paese, scoppiò una rivolta popolare che lo costrinse alla fuga. Si stabilì in Francia, anche se non ottenne mai ufficialmente l'asilo politico.
Pare che il divorzio gli sia costato una grande parte della sua ricchezza, anche se le voci che si sia veramente impoverito sono prive di fondamento. Nel 2004 annunciò la sua intenzione di rientrare ad Haiti e di presentarsi alle elezioni presidenziali, ma l'annuncio rimase senza seguito. Il 17 gennaio 2011 tornò ad Haiti, affermando di voler aiutare il suo popolo a seguito del terremoto che aveva colpito il paese nell'anno precedente. Morì il 4 ottobre 2014 all'età di 63 anni a Port-au-Prince per una crisi cardiaca.